# Hunter Schafer
Hunter Schafer, född 31 december 1998 i Trenton i New Jersey, är en amerikansk skådespelare, modell, regissör, producent och HBTQ-aktivist.

## Bakgrund
Hunter Schafer föddes den 31 december 1998 i Trenton, New Jersey. Hennes far var pastor, och familjen flyttade mellan olika kyrkor och församlingar i New Jersey, Arizona, och slutligen Raleigh, North Carolina, där Schafer växte upp. Hon har tre yngre syskon: två systrar och en bror. 
Schafer har uppgivit att hon började uttrycka femininitet redan i småbarnsåren. I sjunde klass kom Schafer ut som som homosexuell pojke inför sina föräldrar (då hon tilldelades manligt kön vid födseln). I åttonde klass började hon dock uppleva könsdysfori och i nionde klass kom hon ut som transsexuell flicka. Efter att ha fått diagnosen dysfori började hon genomgå en transition. Hon hade även ifrågasatt om hon hade en icke-binär identitet. Hon har uppgivit att internet hjälpte henne att hantera sin könsidentitet, och hon hon vände sig  till YouTube och sociala medier för att lära sig mer om olika människors tidslinjer för transition.
Hon kom att ta en examen vid North Carolinas universitet. 

## Karriär
Vid 18-års ålder började Schafer en karriär som modell men kom med tiden att även börja skådespela. Schafer har medverkat i flera film- och TV-produktioner. Hon har bland annat medverkat i TV-serien Euphoria vars tredje säsong planeras ha sin premiär 2024. År 2021 gjorde hon en av rösterna till den engelska versionen av den japanska filmen Belle. Hon spelar Tigris Snow i filmerna The Hunger Games: The Ballad of Songbirds & Snakes och medverkar i skräckfilmen Cuckoo med planerad premiär under 2023. Hon har blivit nominerad till ett flertal internationella priser.

## Priser och nomineringar
| År   | Pris                                               | Verk                                               | Kategor                         | Resultat  |
| ---- | -------------------------------------------------- | -------------------------------------------------- | ------------------------------- | --------- |
| 2025 | The Queerties                                      | Cuckoo                                             | Queerty                         | Nominerad |
| 2025 | North Carolina Film Critics Association            | Cuckoo                                             | Tar Heel Award                  | Nominerad |
| 2025 | Film Independent Spirit Awards                     | Cuckoo                                             | Best Lead Performance           | Nominerad |
| 2024 | North Carolina Film Critics Association            | The Hunger Games: The Ballad of Songbirds & Snakes | Tar Heel Award                  | Nominerad |
| 2022 | MTV Movie + TV Awards                              | Euphoria                                           | Best Kiss                       | Nominerad |
| 2022 | Shorty Awards                                      |                                                    | Best Actor                      | Nominerad |
| 2021 | International Online Cinema Awards (INOCA)         | Euphoria                                           | Best writing for a drama series | Nominerad |
| 2020 | GALECA: The Society of LGBTQ Entertainment Critics |                                                    | Rising Star of the Year         | Nominerad |

## Filmografi (i urval)
- 2019-2024 Euphoria (skådespelare, producent)
- 2021 – Belle
- 2022 - Christmas Special Vol. 1
- 2022 - Girl in red - hornylovesickmess (regissör)
- 2023 – The Hunger Games: The Ballad of Songbirds & Snakes
- 2023 - Anhoni and the Johnsons: Why am I alive now? (regissör)
- 2024 – Cuckoo
- 2024 – Kinds of Kindness